# Eurya nanjenshanensis
Eurya nanjenshanensis är en tvåhjärtbladig växtart som först beskrevs av C.F. Hsieh, L.K. Ling och Sheng Z. Yang, och fick sitt nu gällande namn av Sheng Z. Yang och S.Y. Lu. Eurya nanjenshanensis ingår i släktet Eurya och familjen Pentaphylacaceae. Inga underarter finns listade i Catalogue of Life.